# Astragalus chehreganii
Astragalus chehreganii är en ärtväxtart som beskrevs av Zarre och Dieter Podlech. Astragalus chehreganii ingår i släktet vedlar, och familjen ärtväxter. Inga underarter finns listade i Catalogue of Life.